# Willem Stam
Willem Stam (Wormerveer, 16 november 1922 – Fuengirola (Spanje), 20 september 1981) was een Nederlandse politicus, meest bekend uit zijn tijd bij de Boerenpartij.

## Loopbaan
Stam was bouwkundig ingenieur en had in de oorlog in het verzet gezeten. In die tijd was hij lid van de CPN, later zou hij zich bij de PvdA, de PSP en daarna de VVD aansluiten. Bij de Boerenopstand in Hollandscheveld nam hij het op voor de boeren, en werd later een vooraanstaand lid van de Boerenpartij. Binnen de Boerenpartij gold hij als de partijtheoreticus, wat onder meer tot uiting kwam in zijn boek De Boerenpartij. Een politieke verkenning (Amsterdam 1966).
In 1966 was Stam een van de oprichters van Noodraad, een groep kritische partijleden die zich verzetten tegen de aanwezigheid van voormalige NSB-leden en SS'ers in de partij, en tegen het gebrek aan interne democratie. De Noodraadleden werden later uit de partij gezet. Hierop richtte Stam rond oktober 1966 een eigen partij op, Progressief Rechts. Deze partij had echter slechts enkele leden en is later weer opgeheven. In 1972 nam Stam deel aan de Tweede Kamerverkiezingen als de naamloze lijst-Stam, maar hij haalde slechts een fractie van het aantal stemmen dat nodig was voor een zetel. Wel zat Stam voor het door hem opgerichte Vrij Castricum enige tijd in de gemeenteraad van Castricum. Hij emigreerde rond 1975 naar Spanje, waar hij in 1981 overleed.